# 천옌시
천옌시(중국어: 陳妍希, 병음: Chén Yánxī, 한자음: 진연희, 영어: Michelle Chen 미셸 첸[*], 1983년 5월 31일 ~ )은 중화민국의 배우로 본명은 천메이쉬안(중국어: 陳玫璇, 병음: Chén Méixuán, 한자음: 진매선)이다. 2007년 드라마 '환환애'로 데뷔하여, 드라마 '저리발현애', 영화 '청설', '그 시절, 우리가 좋아했던 소녀' 등에 출연하였다. 천옌시가 주인공 '션자이' 역을 맡은 '그 시절, 우리가 좋아했던 소녀'는 2011년 개봉한 후 중화권에서 대히트를 기록하여 대만 2011년 전체 박스오피스 2위, 홍콩에서 중국어 영화 흥행기록을 경신하였고, 중국, 싱가포르 등에서도 흥행하였다. '그 시절, 우리가 좋아했던 소녀'는 2012년 8월 22일 대한민국에서 개봉하였다.

## 학력
- 서던캘리포니아 대학교

## 출연 작품

### 영화
- 2009년 《 청설 》 [ 린 샤오펑 역 ]
- 2010년 《 초련풍폭 》 [ 좡 카이은 역 ]
- 2011년 《 그 시절, 우리가 좋아했던 소녀 》 (You Are the Apple of My Eye) [ 션자이 역 ]
- 2012년 《 애적면포혼 》 [ 치우 샤오핑 역 ]
- 2012년 《 화양 》 [ 바이 샤오쉬에 역 ]
- 2013년 《 계약연애 》 [챠오챠오 역 ]
- 2014년 《 익스트림 게임 : 서울어택 》 [ 페이페이 역 ]
- 2015년 《 연소경광 》
- 2015년 《 런 포 러브 》
- 2015년 《 팔리 로드 》
- 2015년 《 불이신탐 》 [ 안젤라 역 ]
- 2016년 《 외공방령38 》
- 2016년 《 풍중유타우주적운 》

### 드라마
- 2007년 《 환환애 》 [ 장샤오난 역 ]
- 2008년 《 저리발현애 (재저리등니) 》 (한국명 - 여기서 널 기다릴게) [ 팡넌센(낸시) 역 ]
- 2008년 《 불량소화 》 [ 장미 역 ]
- 2010년 《 국민영웅 》 [ 뤄산산 역 ]
- 2011년 《 진애림북 》 [ 린샤오니 역 ]
- 2011년 《 기득,아문유약 》 [ 장무윈 역 ]
- 2012년 《 섬혼 》
- 2014년 《신조협려》 [ 소용녀 역 ]
- 2015년 《진시명월》[ 단목용 역 ]

## CF
- Tower OF Savors
- HSBC 은행
- Cartier - Destinėe